# Långtjärnarna, Västerbotten
Långtjärnarna är en sjö i Norsjö kommun i Västerbotten och ingår i Skellefteälvens huvudavrinningsområde. Vid provfiske har abborre, gädda och öring fångats i sjön.